# Roger Corman
Roger William Corman, född 5 april 1926 i Detroit, Michigan, död 9 maj 2024 i Santa Monica, Los Angeles, Kalifornien, var en amerikansk filmregissör, producent och manusförfattare.
Corman drev det mytomspunna lågbudgetfilmbolaget Concorde/New Horizons. Han är känd som "B-filmernas kung". Bland hans mest kända filmer är en rad Edgar Allan Poe-filmatiseringar med Vincent Price från början av 1960-talet, för bolaget American International Pictures. Många skådespelare och regissörer, däribland Jack Nicholson, Peter Fonda, Francis Ford Coppola, Martin Scorsese, Joe Dante, John Sayles, Baker Karim och James Cameron, började sin karriär hos Corman.
Corman slutade regissera filmer på 1970-talet och regisserade därefter bara en film, Möte med Frankenstein (1990), men fortsatte att producera hundratals filmer. 1970 grundade han New World Pictures, som producerade filmer som Death Race 2000 (1975) och Piraya (1978).

## Filmografi i urval

### Regi
- 1955 – Dödsfällan vid Dawn Springs
- 1955 – Strid till sista kulan
- 1960 – Gäst i skräckens hus
- 1960 – Little Shop of Horrors
- 1961 – Dödspendeln
- 1962 – Jagad av skräck
- 1962 – Hetsaren
- 1962 – En studie i skräck
- 1963 – Korpen
- 1963 – The Terror
- 1963 – Skri av fasa
- 1964 – De blodtörstiga
- 1964 – Mannen i vaxkabinettet
- 1966 – De vilda änglarna
- 1970 – Gas-s-s-s
- 1975 – Death Race 2000 (som producent)
- 1976 – Slåss för livet (som producent)
- 1977 – Gudfadern del II (som skådespelare)
- 1984 – Tjejen som jobbade skift (som skådespelare)
- 1990 – Möte med Frankenstein
- 1991 – När lammen tystnar (som skådespelare)
- 1993 – Philadelphia (som skådespelare)
- 2000 – Scream 3 (som skådespelare)
- 2001 – Raptor (som producent)
- 2003 – Looney Tunes: Back in Action (som skådespelare)